# Luo Na
Luo Na (chinesisch 罗 娜, * 8. Oktober 1993 in Qiqihar) ist eine chinesische Leichtathletin, die sich auf den Hammerwurf spezialisiert hat.

## Sportliche Laufbahn
Erste internationale Erfahrungen sammelte Luo Na bei den Juniorenweltmeisterschaften 2012 in Barcelona, bei denen sie im Finale mit 63,19 m den sechsten Platz belegte. 2015 gewann sie bei den Asienmeisterschaften in Wuhan mit 64,97 m die Silbermedaille hinter ihrer Landsfrau Liu Tingting. Zwei Jahre später kürte sie sich bei den Asienmeisterschaften in Bhubaneswar zur Kontintentalmeisterin und erhielt damit ein Freilos für die Weltmeisterschaften in London, bei denen sie mit 69,54 m in der Qualifikation ausschied. 2018 siegte Luo Na bei den Asienspielen in Jakarta mit 71,42 m vor ihrer Landsfrau Wang Zheng und der Japanerin Hitomi Katsuyama. Im Jahr darauf gewann sie bei den Asienmeisterschaften in Doha mit einer Weite von 72,23 m die Silbermedaille hinter Wang. Im September wurde sie bei den Weltmeisterschaften in Doha mit 72,04 m im Finale Achte. 2021 qualifizierte sie sich erstmals für die Teilnahme an den Olympischen Spielen in Tokio, bei denen sie aber mit 69,86 m in der Vorrunde ausschied.
2022 belegte sie bei den Weltmeisterschaften in Eugene mit 70,42 m im Finale den achten Platz.
In den Jahren 2017 und 2020 wurde Luo chinesische Meisterin im Hammerwurf.